# Hockey su prato ai XXVIII Giochi del Sud-est asiatico
Le gare di hockey su prato ai XXVIII Giochi del Sud-est asiatico sono state disputate a Singapore tra il 6 e il 13 giugno 2015.

## Podi
| Torneo           | Oro      | Argento    | Bronzo    |
| Torneo maschile  | Malaysia | Singapore  | Birmania  |
| Torneo femminile | Malaysia | Thailandia | Singapore |

## Medagliere
| Posiz. | Nazione    | Oro | Argento | Bronzo | Totale |
| ------ | ---------- | --- | ------- | ------ | ------ |
| 1      | Malaysia   | 2   | 0       | 0      | 2      |
| 2      | Singapore  | 0   | 1       | 1      | 2      |
| 3      | Thailandia | 0   | 1       | 0      | 1      |
| 4      | Birmania   | 0   | 0       | 1      | 1      |
| Totale | Totale     | 2   | 2       | 2      | 6      |